# Talsperre Mellègue
Die Talsperre Mellègue bzw. Talsperre Nebeur (französisch Barrage Mellègue bzw. Barrage de Nebeur; arabisch سد ملاق, DMG Sadd Mallāq) liegt in Tunesien im Gouvernement Kef. Sie staut den Oued Mellègue zu einem Stausee auf. Die Stadt El Kef befindet sich ca. 15 km südlich der Talsperre.
Die Talsperre wurde in den Jahren 1949 bis 1956 von Frankreich errichtet. Sie dient der Bewässerung, dem Hochwasserschutz und der Stromerzeugung.

## Absperrbauwerk
Das Absperrbauwerk ist eine Kombination von Bogenstaumauer und Pfeilerstaumauer aus Beton (Mehrfachbogenstaumauer mit 5 Bögen) mit einer Höhe von 65 (bzw. 72) m und einer Kronenlänge von 470 m. Die Mauerkrone liegt auf einer Höhe von 270 m über dem Meeresspiegel.
Die Staumauer verfügt über eine Hochwasserentlastung, über die maximal 5.400 bzw. 6.000 m³/s abgeleitet werden können.

## Stausee
Beim maximalen Stauziel von 270 m erstreckt sich der Stausee über eine Fläche von rund 14,72 (bzw. 13) km² und fasst 267,7 (bzw. 182, 200 oder 300) Mio. m³ Wasser. Beim mittleren Stauziel von 250 m beträgt die Oberfläche 7,7 km². Der durchschnittliche jährliche Zufluss in den Stausee beträgt rund 150 bzw. 174 Mio. m³; der minimale jährliche Zufluss liegt bei 37, der maximale bei 853 Mio. m³.

## Kraftwerk
Das Kraftwerk Mellègue hat eine installierte Leistung von 11 MW. Die durchschnittliche Jahreserzeugung liegt bei 17 (bzw. 5) Mio. kWh.